# Coryphosima stenoptera
Coryphosima stenoptera är en insektsart som först beskrevs av Hermann Rudolph Schaum 1853.  Coryphosima stenoptera ingår i släktet Coryphosima och familjen gräshoppor.

## Underarter
Arten delas in i följande underarter:
- C. s. stenoptera
- C. s. montana

## Bildgalleri

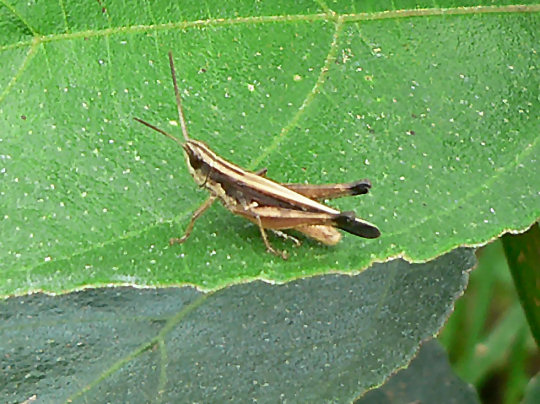